# Gianluca Genoni

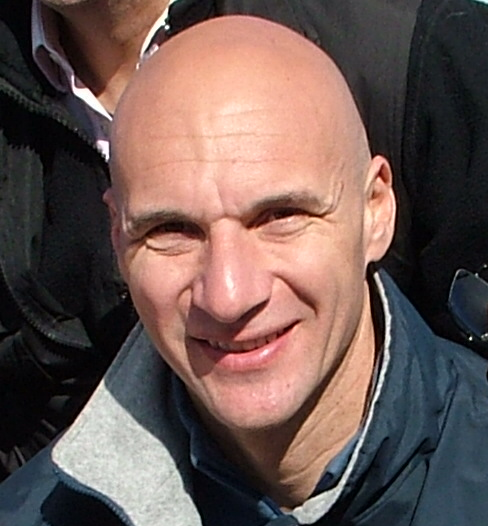
Gianluca Genoni

Gianluca Genoni (Galliate, 5 luglio 1968) è un apneista italiano.

## Biografia
Vive a Mortara (PV), ha praticato nuoto a livello agonistico fino all'età di 20 anni, quando ha deciso di dedicarsi esclusivamente all'immersione in apnea, disciplina alla quale le sue caratteristiche fisiche lo rendono adatto.
Il 23 marzo 2002, a Breuil-Cervinia (AO), è stato il primo uomo al mondo ad immergersi in apnea a 3000 m di altitudine sotto un metro di ghiaccio per oltre 60 m.
Nell'ottobre 2003, Nepal, nell'ambito di un esperimento medico scientifico, ha compiuto la prima immersione mondiale in apnea a oltre 5200 m di altitudine ai piedi dell'Everest.
Il 26 novembre 2008 nel centro termale di Goito, Mantova, ha stabilito il nuovo record del mondo di apnea statica con 18'3"69 (facendo uso di iperventilazione e ossigeno puro), superando di quasi un minuto il precedente primato dell'illusionista statunitense David Blaine.
Ha un record personale in assetto costante di -85 m.
Il 2 ottobre 2010 al largo della città ligure di Zoagli, ha stabilito il nuovo record mondiale di discesa con propulsore elettrico, questa nuova disciplina inaugurata da Genoni prevede l'utilizzo dello scooter elettrico in luogo della zavorra di discesa, rendendo più tecnico cimentarsi nel record, ma permettendo di raggiungere una profondità maggiore. In 4'24" ha toccato la profondità di -152 m ed è risalito sempre trascinato dallo scooter Suex realizzato apposta per questa impresa.
Dal 1995 al 2013 è responsabile della sezione apnea per la didattica subacquea Professional Scuba Schools(PSS), dal 2014 è il responsabile per l'apnea della didattica SSI, Scuba School International.
Il 28 settembre del 2012 è sceso in apnea fino a 160 metri di profondità nelle acque di Rapallo, in provincia di Genova migliorando il precedente primato stabilito nell'ottobre 2010 a Zoagli.

## Primati
Assetto variabile regolamentato
- 17 agosto 1996, Siracusa - Record mondiale (-106 m).
- 4 ottobre 1997, Arbatax - Record mondiale (-120 m).
- 2 ottobre 1998, Porto Ottiolu - Record mondiale (-121 m).
- 30 settembre 1999, Porto Ottiolu - Record mondiale (-122 m).
- 8 ottobre 2000, Porto Ottiolu - Record mondiale  (-123 m).
- 12 ottobre 2000, Porto Ottiolu - Record mondiale (-125 m).
- 22 settembre 2001, Rapallo (GE) - Record mondiale (-126 m).
- 29 settembre 2002, Moneglia (GE) - Record mondiale (-132 m).
- 5 ottobre 2006, Sharm el-Sheikh (Egitto) - Record mondiale (-141[2] m).
- 2 ottobre 2010, Zoagli (GE) - Record mondiale (-152[3] m).
- 28 settembre 2012, Rapallo (GE) - Record mondiale (-160[4] m).

Assetto variabile assoluto
- 3 ottobre 1998, Porto Ottiolu - Record mondiale (-135 m).
- 2 ottobre 1999, Porto Ottiolu - Record mondiale (-138 m).

Apnea statica con ventilazione a ossigeno
- 11 maggio 2002, Busto Arsizio (VA) - Record mondiale (12'34").
- 26 novembre 2008, Goito (MN) - Record mondiale (18'03").

Competizioni a squadre
- Dal 21 al 27 giugno 1998, Santa Teresa di Gallura (SS) - Con la squadra italiana, 1º posto nel "Campionato Mondiale a Squadre di Apnea"